# 希利垔
希利垔（?—?），為南北朝时期蒙古高原古國柔然的国相和学者。
他大约在予成担任可汗时为相。柔然前期，没有文书，刻木记事。和北魏、刘宋的交往中，学习汉文化，开始建立官制、兵制、年号。希利垔成为柔然学者的代表，他能解星算数术，通晓胡语、汉语，常言南方当有姓名为齐之人将要兴起（南齐代宋）。